# Геоморфолошки процес
Геоморфолошки процес (енгл. geomorphological proces или енгл. geomorphic proces) представља низ збивања која се дешавају у време дејства скупа сила (агенс) на стенску масу одређене геолошке грађе (пацијенс). Та збивања се увек догађају законито, по утврђеном редоследу и са унапред познатим последицама. 
Агенс је скуп антагонистичких сила двојаког порекла. То су ендогене и егзогене силе. Њихово дејство, последице и утицај на образовање рељефа веома су различити.
Ендогене силе утичу на обликовање рељефа, али се под њиховим утицајем мења и геолошка грађа знатно дубље од непосредне површине Земље. Стога се ендогене силе дефинишу као геолошки агенс, а процес који настаје под њиховим дејством назива се геолошки процес. 
У рељефу Земље дејство ендогених сила изаива првенствено крупне, регионалне промене, образујући најкрупније геолошке и морфолошке целине. Овакве целине, које настају удруженим дејством ендогених и егзогених сила, при чему је ендогени фактор доминантан, називају се морфоструктуре. У геоморфологији се ендогене силе дефинишу и као морфоструктурни агенс, а процес који настаје под њиховим дејством као морфоструктурни процес. 
Дејство егзогених сила обликује рељеф. Оно модификује само површину стенске масе, не мењајући у значајнијој мери ни њен састав, ни склоп. Због тога је геоморфолошки процес скуп збивања која настају у време дејства егзогених сила на стенску масу одређене геолошке грађе.